# Tetovišnjak Mali
Koordinati:   43°43′10″N, 15°36′07″E
Tetovišnjak Mali je majhen nenaseljen otoček v hrvaškem delu Jadranskega morja.
Otoček leži okoli 0,5 km jugovzhodno od Tetovišnjaka Velikega. Površina otočka meri 0,074 km², dolžina obalnega pasu je 1,11 km. Najvišji vrh je visok 31 mnm.